# Es Claustre
Es Claustre del Carme de Maó és a la vora l'església neoclàssica del Carme iniciada el 1750, edificat entre els anys 1750 i 1808, convent que va allotjar a l'orde dels carmelites, que més tard va ser el palau de la justícia i presó, s'ha transformat en una sèrie d'espais per l'ús cultural, entre ells el que mostra els fons de la Fundació Hernández Mora. Però també s'hi concentra el Conservatori Menorca, l'Escola Municipal de Música, Ceràmica i Pintura, la Sala d'Exposicions, la UNED, etc..
El conjunt és un mercat d'establiments on a la planta baixa del Claustre se situen les parades de carns, fruites i verdures procedents del camp menorquí que ja du més d'un segle ocupant aquest recinte, i davall el pati s'ha creat un nou espai comercial comunicat amb l'aparcament subterrani de la Plaça Miranda.
Des de l'any 2009 durant la primavera i l'estiu al Patí d'Es Claustre es realitzen tot tipus d' activitats culturals: concerts, teatre, poesia, circ...
Un espai al descobert que ofereix un entorn únic al centre de Maó per gaudir una bona estona d'una proposta cultural diària.